# Liste der Baudenkmäler in Colmberg
Auf dieser Seite sind die Baudenkmäler in dem mittelfränkischen Markt Colmberg zusammengestellt. Diese Tabelle ist eine Teilliste der Liste der Baudenkmäler in Bayern. Grundlage ist die Bayerische Denkmalliste, die auf Basis des Bayerischen Denkmalschutzgesetzes vom 1. Oktober 1973 erstmals erstellt wurde und seither durch das Bayerische Landesamt für Denkmalpflege geführt wird. Die folgenden Angaben ersetzen nicht die rechtsverbindliche Auskunft der Denkmalschutzbehörde.
 Diese Liste gibt den Fortschreibungsstand vom 30. September 2023 wieder und enthält 49 Baudenkmäler.

## Ensembles

### Ensemble Weiler Häslabronn
Das Ensemble umfasst den gesamten Weiler Häslabronn (Heßlabronn) mit sieben Bauernhäusern und einer Kirche im Kirchhof, so wie er im Urkataster vom Beginn des 19. Jahrhunderts erfasst worden ist. In jüngster Zeit sind lediglich das Flachsbrechhaus und das Schäferhaus abgegangen. Die von der im Süden vorbeistreichenden alten Landstraße (erhalten ist die alte Straßenbrücke des 18./19. Jahrhunderts, da die moderne Straße nach Süden verlegt worden ist) in den Weiler abzweigende Dorfstraße endet als ungefähr dreieckiger, angerartiger Freiraum, dessen nördliche Breitseite die ein- und zweigeschossigen Bauernhäuser Nr. 4 bis 7 begrenzen. Die südlich liegenden Bauernhäuser Nr. 1, 2, 8 und die Kirche (Nr. 9) sind auf die Straße ausgerichtet. Die Bebauung stammt im Wesentlichen aus dem 18. Jahrhundert, wie die Fachwerkhäuser und die Fachwerkscheunen; zur historischen Dorfausstattung gehört auch ein Taubenhaus. Die Kirche wurde 1780 neu errichtet, erhalten blieb ihr gotischer Chorturm. Häslabronn zeichnet sich durch seine nach innen als Dorfraum wie nach außen als Dorfbild gute Erhaltung aus, da die Störungen durch zwei moderne Wirtschaftsbauten nicht zur Zerstörung des Dorfgrundrisses führten und der Weiler nicht über seine alten Grenzen hinausgewachsen ist. Aktennummer: E-5-71-130-1.

## Baudenkmäler nach Gemeindeteilen

### Colmberg
| Lage                           | Objekt                                                        | Beschreibung | Akten-Nr.              | Bild                                                                                              |
| ------------------------------ | ------------------------------------------------------------- | --- | ---------------------- | ------------------------------------------------------------------------------------------------- |
| Am Fohlenhof 7 (Standort)      | Ehemaliges Forsthaus                                          | Erdgeschossiger Halbwalmdachbau mit übergiebelten Zwerchhäusern und Stützpfeilern, im Kern wohl Wirtschaftshof der Burg Colmberg des 17./18. Jahrhundert, um 1820/22, 1866 und 1920/25 verändert und ausgebaut | D-5-71-130-52 Wikidata | [[Vorlage:Bilderwunsch/code!/C:49.35793,10.40383!/D:Am Fohlenhof 7 , Ehemaliges Forsthaus!/\|BW]] |
| Am Fohlenhof 7 (Standort)      | Scheune                                                       | Satteldachbau mit stichbogiger Toreinfahrt, 19. Jahrhundert | D-5-71-130-52 Wikidata | BW                                                                                                |
| Am Fohlenhof 7 (Standort)      | Nebengebäude                                                  | Erdgeschossiger Walmdachbau, 19. Jahrhundert | D-5-71-130-52 Wikidata | BW                                                                                                |
| Am Fohlenhof 7 (Standort)      | Gartenmauer                                                   | In Teilen ehem. aufgehendes Mauerwerk eines Wirtschaftsgebäudes, 18. Jahrhundert | D-5-71-130-52 Wikidata | BW                                                                                                |
| Am Kirchberg 3 (Standort)      | Ehemaliges Pfarrhaus, jetzt evangelisch-lutherisches Pfarramt | Zweigeschossiger Walmdachbau mit gebänderten Ecklisenen, 19. Jahrhundert | D-5-71-130-1 Wikidata  | weitere Bilder                                                                                    |
| Am Kirchberg 5 (Standort)      | Evangelisch-lutherische Pfarrkirche St. Ursula                | Mittelalterliche Chorturmanlage, Westturm, zweigeschossiger Rechteckbau mit Eckquaderung, Gesimsgliederung und oktogonalem Aufsatz mit Spitzhelm, Langhaus, Sandsteinquaderbau mit Satteldach, eingezogenem dreiseitig geschlossenen Chor und Lisenengliederung, im nördlichen Chorwinkel Sakristeianbau, eingeschossiger Sandsteinquaderbau mit Pultdach, Turm wohl 14. Jahrhundert, Langhaus, Sakristei und Umgestaltung des Turms 1874; mit Ausstattung | D-5-71-130-2 Wikidata  | weitere Bilder                                                                                    |
| Am Kirchberg 5 (Standort)      | Reste der ehemaligen Friedhofsmauer                           | Mit vermauerten Grabsteinen, im Kern vielleicht spätmittelalterlich | D-5-71-130-2 Wikidata  | weitere Bilder                                                                                    |
| Am Markt 4 (Standort)          | Wohnhaus                                                      | Erdgeschossiger Krüppelwalmdachbau mit Hausteinelementen, 18./frühes 19. Jahrhundert, rückseitig erweitert | D-5-71-130-3 Wikidata  | weitere Bilder                                                                                    |
| Am Markt 5 (Standort)          | Ehemaliges Brauhaus zur Krone, jetzt Wohn- und Geschäftshaus  | Zweigeschossiger Schopfwalmdachbau mit stichbogigem Eingang, Geschossgesimsen und Ausleger, „1798“ (ehemals bezeichnet) | D-5-71-130-4 Wikidata  | BW                                                                                                |
| Am Markt 6 (Standort)          | Wohnhaus                                                      | Erdgeschossiger Satteldachbau mit aufgeputzter verzahnter Eckquaderung und Wappentafel, rückseitig abgewalmt, „1779“ (bezeichnet) | D-5-71-130-5 Wikidata  | weitere Bilder                                                                                    |
| Am Markt 10 (Standort)         | Ehemaliges Brauhaus Schwarzer Adler, jetzt Gasthaus           | Zweigeschossiger Satteldachbau mit Fachwerkteilen über massiv gemauertem Erdgeschoss, gebänderten Ecklisenen, Geschossgesims und Hausteinelementen an Fenstern und Stichbogenportal, „1794“ (bezeichnet) | D-5-71-130-7 Wikidata  | weitere Bilder                                                                                    |
| Am Markt 10 (Standort)         | Scheune                                                       | Fachwerkbau mit Krüppelwalmdach und massiv gemauerten Teilen, wohl 18. Jahrhundert, nach Süden später erweitert | D-5-71-130-7 Wikidata  | BW                                                                                                |
| Am Markt 13 (Standort)         | Wohnhaus                                                      | Zweigeschossiger Satteldachbau mit Schopf in Fachwerk über massiv gemauertem Erdgeschoss mit Stichbogenportal und Kranbalken, „1787“ (bezeichnet) | D-5-71-130-8 Wikidata  | weitere Bilder                                                                                    |
| Am Markt 13 (Standort)         | Scheune                                                       | Erdgeschossiger Fachwerkbau mit Krüppelwalmdach und massiv gemauerten Wandabschnitten, um 1787, im 19. Jahrhundert erweitert | D-5-71-130-8 Wikidata  | BW                                                                                                |
| Ansbacher Straße 1 (Standort)  | Wohnhaus                                                      | Zweigeschossiger Fachwerkbau mit Satteldach und massiv gemauerten Wandabschnitten, 19. Jahrhundert | D-5-71-130-9 Wikidata  | weitere Bilder                                                                                    |
| Ansbacher Straße 9 (Standort)  | Ehemaliges Brauhaus zur Sonne                                 | Zweigeschossiger Satteldachbau mit Fachwerkteilen über massiv gemauertem Erdgeschoss, winklig anschließendem Traufseitflügel und zwei Wirtschaftsflügeln, im Kern um 1700, Nordwest- und Südwestflügel verändert | D-5-71-130-10 Wikidata | weitere Bilder                                                                                    |
| Burg 1 (Standort)              | Burg Colmberg                                                 | Mittelalterliche Abschnittsburg mit Halsgraben im Nordosten und Bering über nach Westen, Süden und Osten steil abfallendem Hang mit Resten des Grabens, wohl ab dem 11. Jahrhundert entstanden, ab Mitte 12. Jahrhundert zur Reichsburg ausgebaut und bis um 1600 umgebaut und verändert, 1319 als Zollern´scher Besitz bestätigt, dann Sitz eines Vogts und später des Oberamts, seit 1880 in Privatbesitz; Gebäudeteile mit Ausstattung Palas (Lage), rechteckiger, dreigeschossiger Hauptbau mit angesetzten Strebepfeilern und hohem Walmdach, die unteren Teile um 1150, in gotischer Zeit verändert, letzte Veränderungen im 17. Jahrhundert Bergfried (Lage), aus Buckelquadern über rundem Grundriss mit Zeltdach, um 1250 Kapellenanbau, dreigeschossiger Walmdachbau mit Burgkapelle und Rittersaal über gewölbtem Keller, wohl in frühgotischer Zeit errichtet, im 14. Jahrhundert verändert, Erneuerungen im 19. Jahrhundert Innerer Bering (Lage), Wehrmauer aus Buckelquadern mit gedecktem, hölzernem Wehrgang im Nordwesten, Spitzbogentor mit erneuertem Fallgitter und vorkragenden Aborterkern im Westen, umfasst ein unregelmäßiges Viereck, im Osten größtenteils abgetragen, 13. Jahrhundert Wehrturm (Lage), auf viereckigem Grundriss mit Zinnenbekrönung an der Westseite, 13. Jahrhundert; Kastenamt und Marstall, dreigeschossiger Satteldachbau in Fachwerk über massiv gemauertem Erdgeschoss, frühes 18. Jahrhundert Zwingermauer (Lage), mit Strebepfeilern und Auffahrtsrampe im Osten, 15. Jahrhundert Zwei Tore (Lage), eines mit spitzbogiger Durchfahrt und Zinnenbekrönung, eines mit korbbogiger Durchfahrt, wohl 14. und 15. Jahrhundert Bastei (Lage), zweigeschossiger Bau mit halbrundem Schluss, Fachwerkgiebel, Krüppelwalm und Schießscharten, wohl 16. Jahrhundert Brunnenhaus (Lage), Walmdachbau mit tiefem Brunnenschacht, 18. Jahrhundert Gerichtslaube (Lage), Tetrapylon mit Rundbogenarkaden, Walmdach und zwei Verbindungsarkaden gegen Bergfried und Wehrmauer, frühes 16. Jahrhundert, später erhöht und mit Bedachung versehen | D-5-71-130-12 Wikidata | weitere Bilder                                                                                    |
| Rothenburger Straße (Standort) | Kriegerdenkmal                                                | Denkmal für die im deutsch-französischen Krieg 1870/71 gefallenen Gemeindemitglieder, würfelförmiges, profiliertes Podest mit Obelisken mit Inschriften, Sandstein, bezeichnet „1896“ | D-5-71-130-13 Wikidata | weitere Bilder                                                                                    |

### Auerbach
| Lage                   | Objekt                                         | Beschreibung | Akten-Nr.              | Bild           |
| ---------------------- | ---------------------------------------------- | --- | ---------------------- | -------------- |
| Auerbach 1 (Standort)  | Ehemaliges Pfarrhaus                           | Zweigeschossiger Bau mit Krüppelwalmdach und Fachwerkgiebel, 1758 über älterem Kern von 1577 erneuert, durch neue Anbauten erweitert | D-5-71-130-15 Wikidata | BW             |
| Auerbach 1 (Standort)  | Ehemalige Pfarrscheune                         | Erdgeschossiger Bau mit Krüppelwalmdach und Fachwerkteilen, um 1758 | D-5-71-130-15 Wikidata | BW             |
| Auerbach 1 (Standort)  | Gartenmauer                                    | mit Torpfeilern, 1887 erneuert | D-5-71-130-15 Wikidata | BW             |
| Auerbach 2 (Standort)  | Scheune                                        | Erdgeschossiger Satteldachbau mit Schopf und Fachwerkteilen, 19. Jahrhundert | D-5-71-130-16 Wikidata | BW             |
| Auerbach 14 (Standort) | Ehemalige Zehntscheune                         | Erdgeschossiger Bau mit Krüppelwalmdach, Firstöffnung, Fachwerkgiebel und Eckquaderung, „1583“ (ehemals bezeichnet), wohl im 17. Jahrhundert überarbeitet | D-5-71-130-17 Wikidata | BW             |
| Auerbach 16 (Standort) | Evangelisch-lutherische Pfarrkirche St. Marien | Chorturmkirche, Saalbau mit Stufengiebel im Westen, Rechteckchor im nicht eingezogenem Turm mit Gurtgesims und Spitzhelm sowie mit Sakristeianbau nördlich an Turm und Schiff, wohl 16. Jahrhundert, innen ehemals bezeichnet „1535“, 1719 barockisiert, 1859 Giebelmauer neugotisch erneuert und wohl auch Kirchenschiff nach Norden erweitert; mit Ausstattung | D-5-71-130-14 Wikidata | weitere Bilder |
| Auerbach 16 (Standort) | Friedhofsmauer                                 | Mit stichbogigem Durchgang, „1576“ (bezeichnet) | D-5-71-130-14 Wikidata | weitere Bilder |
| Auerbach 16 (Standort) | Ehemaliges Lehrer- und Mesnerhaus              | Erdgeschossiger Bau mit Krüppelwalmdach und Fachwerkgiebel, 1726 | D-5-71-130-18 Wikidata | BW             |
| In Auerbach (Standort) | Ziehbrunnen                                    | Mit Walmdach, hölzernem Räderwerk und Brunnenkasten, wohl 18. Jahrhundert | D-5-71-130-19 Wikidata | weitere Bilder |

### Bieg
| Lage              | Objekt                   | Beschreibung | Akten-Nr.              | Bild |
| ----------------- | ------------------------ | --- | ---------------------- | ---- |
| Bieg 1 (Standort) | Ehemaliges Wohnstallhaus | Erdgeschossiger Satteldachbau mit Krüppelwalm über dem ehem. Stallteil, geohrten und profilierten Fenster- und Türrahmen sowie Fachwerkgiebel, frühes 19. Jahrhundert | D-5-71-130-20 Wikidata | BW   |

### Binzwangen
| Lage                               | Objekt                                                                   | Beschreibung | Akten-Nr.              | Bild           |
| ---------------------------------- | ------------------------------------------------------------------------ | --- | ---------------------- | -------------- |
| Binzwangen 1 (Standort)            | Evangelisch-lutherisches Pfarrhaus                                       | Zweigeschossiger Walmdachbau, 1772 | D-5-71-130-23 Wikidata | weitere Bilder |
| Binzwangen 1 (Standort)            | Pfarrstadel                                                              | Erdgeschossiger Bau mit Krüppelwalm und verschalten Fachwerkgiebel, 18. Jahrhundert | D-5-71-130-23 Wikidata | BW             |
| Binzwangen 2 (Standort)            | Ehemaliges Wohnstallhaus                                                 | Erdgeschossiger Satteldachbau mit Fachwerkgiebel, um 1800 | D-5-71-130-51 Wikidata | weitere Bilder |
| Binzwangen 3 (Standort)            | Ehemaliges Wohnstallhaus                                                 | Erdgeschossiger Bau mit Halbwalmdach und Fachwerkteilen, frühes 18. Jahrhundert | D-5-71-130-24 Wikidata | BW             |
| Binzwangen 12 (Standort)           | Wohnhaus                                                                 | Fachwerkbau mit Schopf, aufgesetztem Obergeschoss an der südlichen Traufseite und Mansarddach an der nördlichen sowie mit geschnitzten Eckpfosten und gemauerter nördlicher Traufseite, „1838“ (bezeichnet)                                                                                   | D-5-71-130-25 Wikidata | weitere Bilder |
| Binzwangen 14 (Standort)           | Gasthaus                                                                 | Zweigeschossiger Satteldachbau in Fachwerk über gemauertem Erdgeschoss mit Putzeckrustika, „1860“ (ehemals bezeichnet). Im Keilstein der Haustüre bezeichnet „M K“, am südlichen Eckpfosten „J M K im Jahr 1860“.                                                                             | D-5-71-130-26 Wikidata | weitere Bilder |
| Binzwangen 23 (Standort)           | Hofhaus                                                                  | Zweigeschossiger Krüppelwalmdachbau mit Geschossgesims, Hausteinrahmung um die Fenster und Fachwerk an den Giebelseiten, „1822“ (bezeichnet) | D-5-71-130-27 Wikidata | BW             |
| Binzwangen 38 (Standort)           | Wohnhaus                                                                 | Zweigeschossiger Walmdachbau mit verputztem Fachwerk im Obergeschoss, 1698/99 (dendrochronologisch datiert) | D-5-71-130-28 Wikidata | BW             |
| Binzwangen 43 (Standort)           | Wirtschaftsgebäude                                                       | Zweigeschossiger Walmdachbau mit Fachwerkteilen, unter Verwendung älterer Gebäudeteile mit Krüppelwalmdach, im Kern 19. Jahrhundert | D-5-71-130-29 Wikidata | weitere Bilder |
| Binzwangen 43 (Standort)           | Ehemaliges Amtshaus, jetzt Gasthaus                                      | Zweigeschossiger Satteldachbau mit Gurtgesims, aufgeputzter, verzahnter Eckquaderung und profiliertem Hausteinrahmen um die klassizistisch aufgedoppelte Flügeltür, bezeichnet „1804“. Im Keilstein bezeichnet „CVM“(aier).                                                                   | D-5-71-130-30 Wikidata | weitere Bilder |
| Binzwangen 43 (Standort)           | Hofmauer                                                                 | Mit stichbogiger, rustizierter Toreinfahrt und Fußgängerpforte, gleichzeitig. Es ist ein völlig abgewittertes Wappenrelief eines Eichstätter Bischofs aus dem Hause von Eyb (wohl Gabriel von Eyb, 1496–1535) eingelassen, das zusätzlich die aufstuckierte Bezeichnung „17 I... M 52“ trägt. | D-5-71-130-30 Wikidata | weitere Bilder |
| Binzwangen 43 (Standort)           | Rückflügel                                                               | Zweigeschossiger, im Obergeschoss freisichtiger Ziegelsteinbau mit Satteldach sowie Haustein- und Gesimsgliederung, 2. Hälfte 19. Jahrhundert | D-5-71-130-30 Wikidata | BW             |
| In Binzwangen (Standort)           | Evangelisch-lutherische Pfarrkirche St. Sebastian, Cornelius und Cyprian | Saalbau mit dreiseitigem Chorschluss, Ecklisenen und Walmdach, Ostturm mit profilierten Gurtgesimsen, Ecklisenen, Schweifhaube und rustiziertem Ostportal mit Segmentbogengiebel, nach Plänen von Johann Georg Entenberger, 1749 ff., „1751“ (bezeichnet)                                     | D-5-71-130-21 Wikidata | weitere Bilder |
| In Binzwangen, Friedhof (Standort) | Friedhofsmauer                                                           | Mit Torpfeilern, 1920 | D-5-71-130-22 Wikidata | BW             |

### Häslabronn
| Lage                                                          | Objekt                                         | Beschreibung | Akten-Nr.              | Bild           |
| ------------------------------------------------------------- | ---------------------------------------------- | --- | ---------------------- | -------------- |
| In Häslabronn, über den Bach, ehemalige Landstraße (Standort) | Brücke                                         | einjochige Steinbrücke, 19. Jahrhundert | D-5-71-130-37 Wikidata | weitere Bilder |
| Häslabronn 1 (Standort)                                       | Ehemaliges Wohnstallhaus                       | Erdgeschossiger Satteldachbau mit Dacherker, massivem Erdgeschoss, Fachwerk am Giebelgeschoss, Halbwalmdach über dem ehemaligen Stallteil, Stichbogenportal und Wappenstein, „1765“ (bezeichnet)     | D-5-71-130-31 Wikidata | weitere Bilder |
| Häslabronn 1 (Standort)                                       | Scheune                                        | Erdgeschossiger Fachwerkbau mit Satteldach, um 1765 | D-5-71-130-31 Wikidata | BW             |
| Häslabronn 2 (Standort)                                       | Ehemaliges Wohnstallhaus                       | Erdgeschossiger Satteldachbau mit Dacherker in Fachwerk mit massiv gemauerter Traufseite im Norden, 18. Jahrhundert                                                                                  | D-5-71-130-32 Wikidata | weitere Bilder |
| Häslabronn 2 (Standort)                                       | Scheune                                        | Fachwerkbau mit Schopfwalm und Fledermausgauben, 1863 über älterem Kern | D-5-71-130-32 Wikidata | weitere Bilder |
| Häslabronn 6 (Standort)                                       | Ehemaliges Wohnstallhaus                       | Zweigeschossiger Satteldachbau, im Kern „1745“ (bezeichnet), um 1925 aufgestockt, stark überformt | D-5-71-130-34 Wikidata | BW             |
| Häslabronn 7 (Standort)                                       | Ehemaliges Wohnstallhaus                       | Zweigeschossiger Satteldachbau, zweite Hälfte 18./frühes 19. Jahrhundert | D-5-71-130-35 Wikidata | weitere Bilder |
| Häslabronn 7 (Standort)                                       | Scheune                                        | Fachwerkbau mit Schopfwalm, zweite Hälfte 18./frühes 19. Jahrhundert, nach Norden erweitert | D-5-71-130-35 Wikidata | weitere Bilder |
| Häslabronn 9 (Standort)                                       | Evangelisch-lutherische Filialkirche St. Jakob | Chorturmkirche, Saalbau mit rustizierten Ecklisenen, Mansardwalmdach und eingezogenem Rechteckchor im Turm mit Gurtgesimsen und Spitzhelm, Chorturm spätgotisch, Kirchenschiff 1780; mit Ausstattung | D-5-71-130-36 Wikidata | weitere Bilder |
| Häslabronn 9 (Standort)                                       | Friedhofsmauer                                 | Quadermauerwerk mit Torpfeilern, im Kern wohl spätmittelalterlich | D-5-71-130-36 Wikidata | Friedhofsmauer |

### Meuchlein
| Lage                | Objekt                      | Beschreibung        | Akten-Nr.     | Bild           |
| ------------------- | --------------------------- | ------------------- | ------------- | -------------- |
| Bächfeld (Standort) | Steinkreuz, wohl Sühnekreuz | Spätmittelalterlich | D-5-71-130-38 | weitere Bilder |

### Oberfelden
| Lage                          | Objekt                   | Beschreibung | Akten-Nr.              | Bild |
| ----------------------------- | ------------------------ | --- | ---------------------- | --- |
| Oberfelden (Standort)         | Flachsbrechhaus          | Erdgeschossiger Satteldachbau, 19. Jahrhundert, nur noch Ruine                                                                 | D-5-71-130-41 Wikidata | BW |
| Oberfelden (Standort)         | Dreschscheune            | Hölzerner Walmdachbau, 19. Jahrhundert                                                                                         | D-5-71-130-41 Wikidata | BW |
| Oberfelden 6, 61⁄2 (Standort) | Ehemaliges Wohnstallhaus | Erdgeschossiger Satteldachbau, Wohnteil in teils massiv untersetztem Fachwerk, „1699“ (modern bezeichnet), Stallteil überformt | D-5-71-130-39 Wikidata | [[Vorlage:Bilderwunsch/code!/C:49.36853,10.38016!/D:Oberfelden 6, 6 1 ⁄ 2 , Ehemaliges Wohnstallhaus!/\|BW]] |

### Poppenbach
| Lage                                                     | Objekt                      | Beschreibung | Akten-Nr.              | Bild                        |
| -------------------------------------------------------- | --------------------------- | --- | ---------------------- | --------------------------- |
| Poppenbach 2 (Standort)                                  | Ehemaliges Wohnstallhaus    | Zweigeschossiger Satteldachbau in Fachwerk über massivem Erdgeschoss mit rustizierten Ecklisenen und profilierter Portalrahmung, „1852“ (bezeichnet), Stallteil erneuert | D-5-71-130-42 Wikidata | BW                          |
| Poppenbach 4 (Standort)                                  | Ehemaliges Wohnstallhaus    | Zweigeschossiger Fachwerkbau mit Satteldach, 1842, komplett verschalt | D-5-71-130-43 Wikidata | BW                          |
| Poppenbach 5 b (Standort)                                | Ehemaliges Wohnstallhaus    | Zweigeschossiger Satteldachbau in Fachwerk über massivem Erdgeschoss, erstes Viertel 19. Jahrhundert, durch östliche Anbauten erweitert                                  | D-5-71-130-45 Wikidata | weitere Bilder              |
| In Poppenbach; Von Poppenbach nach Binzwangen (Standort) | Steinkreuz, wohl Sühnekreuz | Mit gefelderten Balken und winkligem Schluss, 1543 | D-5-71-130-46 Wikidata | Steinkreuz, wohl Sühnekreuz |
| Sendenfeld; circa 500 m östlich des Ortes (Standort)     | Steinkreuz                  | Mittelalterlich | D-5-71-130-47          | BW                          |

### Unterfelden
| Lage                     | Objekt                   | Beschreibung | Akten-Nr.              | Bild |
| ------------------------ | ------------------------ | --- | ---------------------- | ---- |
| Unterfelden 2 (Standort) | Ehemaliges Wohnstallhaus | Erdgeschossiger Krüppelwalmdachbau mit Fachwerkteilen, 17. Jahrhundert, nach Süden erweitert und komplett verschalt                                     | D-5-71-130-48 Wikidata | BW   |
| Unterfelden 6 (Standort) | Ehemaliges Wohnstallhaus | Erdgeschossiger Satteldachbau mit Fachwerkgiebel, Krüppelwalm über dem ehemaligen Stallteil und bauzeitlichem hölzernen Türgewände, „1699“ (bezeichnet) | D-5-71-130-49 Wikidata | BW   |
| Unterfelden 9 (Standort) | Bauernhof, Wohnstallhaus | Eingeschossiger Fachwerkbau mit Halbwalmdach, zweikte Hälfte 17. Jahrhundert                                                                            | D-5-71-130-50 Wikidata | BW   |
| Unterfelden 9 (Standort) | Bauernhof, Scheune       | Teilweise verschalter Holzständerbau, mit Fachwerkwänden und Steilsatteldach, Mitte 19. Jahrhundert unter Verwendung älterer Bestandteile               | D-5-71-130-50 Wikidata | BW   |

### Keinem Gemeindeteil zugeordnet
| Lage                                                        | Objekt        | Beschreibung | Akten-Nr.     | Bild |
| ----------------------------------------------------------- | ------------- | --- | ------------- | ---- |
| Streitschlag; Kreisstraße AN 2; Weidenwiesen; Hirtenfeld () | 5 Grenzsteine | Teil der Grenzsteinreihe der 1541 festgelegten Territorialgrenze zwischen den Markgrafentümern Brandenburg-Ansbach und Brandenburg-Kulmbach, rechteckige, an den Seiten reliefierte Sandsteinpfeiler, gesetzt 1753 | D-5-71-130-56 |      |

## Ehemalige Baudenkmäler
In diesem Abschnitt sind Objekte aufgeführt, die früher einmal in der Denkmalliste eingetragen waren, jetzt aber nicht mehr. Objekte, die in anderem Zusammenhang also z. B. als Teil eines Baudenkmals weiter eingetragen sind, sollen hier nicht aufgeführt werden. Aktennummern in diesem Abschnitt sind ehemalige, jetzt nicht mehr gültige Aktennummern.

| Lage                                 | Objekt                        | Beschreibung                                     | Akten-Nr.              | Bild |
| ------------------------------------ | ----------------------------- | ------------------------------------------------ | ---------------------- | ---- |
| Colmberg Am Markt 11 (Standort)      | Eingeschossiges Wohnstallhaus | Verputztes Fachwerk, Schopfwalm, 18. Jahrhundert | D-5-71-130-6 Wikidata  | BW   |
| Häslabronn Häslabronn 4 (Standort)   | Türstock                      | Bezeichnet „1776“                                | D-5-71-130-33 Wikidata | BW   |
| Oberfelden (Standort)                | Eingeschossiges Fachwerkhaus  | Rückwärts abgewalmt, um 1700                     | D-5-71-130-40 Wikidata | BW   |
| Poppenbach Poppenbach 5 a (Standort) | Eingeschossiges Wohnstallhaus | Fachwerkgiebel, 1848                             | D-5-71-130-44 Wikidata | BW   |